# 暮蟬悲鳴時禮
《暮蟬悲鳴時禮》是07th Expansion製作的《暮蟬悲鳴時》系列遊戲之一，故事延續主篇結局祭囃篇。在2009年發行的《暮蟬悲鳴時》OVA動畫中，亦有收錄賽殺篇，是OVA第一季中的第二個故事。另有不同名稱的系列作品。

## 概要
故事描述古手梨花在祭囃篇解脫命運後，不幸遇上車禍，重新輪迴到昭和58年6月的雛見澤中。
在這個世界，在起點上已和其他世界不同。沒有雛見澤症候群、沒有「東京组织」、沒有大壩事件。北條悟史仍然健在，前原圭一沒有轉校來，龍宮禮奈的父母關係融洽，沙都子和繼父和平相處。一切悲劇還未發生。
然而，隨著水壩的建造工程會如期進行，村民陸續遷出，雛見澤最終會被淹沒；另外梨花又得知，這個世界的御社神轉世是她的母親，想要返回原來的世界，唯一的方法就是把她母親殺掉，梨花需要在安居理想的世界與回到充滿挑戰的世界之間作出抉擇。

## 登場人物
山本（配音員：鄉田穗積）
「高野醫務所」的主診醫生

## 賽殺篇
賽殺篇（賽殺し編）為《祭囃篇》的後日談。同時也是下一部作品海貓悲鳴時的前日談。

### 小說
| 集數 | 講談社       | 講談社                 |
| 集數 | 發售日期     | ISBN                   |
| ---- | ------------ | ---------------------- |
| 全   | 2009年3月2日 | ISBN 978-4-06-283704-0 |

### 漫畫
- 作畫：鈴羅木かりん、全1卷。

| 集數 | 史克威爾艾尼克斯 | 史克威爾艾尼克斯       |
| 集數 | 發售日期         | ISBN                   |
| ---- | ---------------- | ---------------------- |
| 全   | 2011年12月22日   | ISBN 978-4-7575-3451-3 |

### 動畫
OVA「暮蟬悲鳴時禮」第2～4話。
- 第2話
- 第3話
- 第4話

## 晝壞篇
晝壞篇（昼壊し編）延續遊戲《暮蟬黎明》的世界觀。角色古手梨花為《皆殺篇》的平行時空版本。

### 漫畫
- 作畫：佳月玲茅、全1卷。

| 集數 | 史克威爾艾尼克斯 | 史克威爾艾尼克斯       |
| 集數 | 發售日期         | ISBN                   |
| ---- | ---------------- | ---------------------- |
| 全   | 2009年12月22日   | ISBN 978-4-7575-2746-1 |

### 動畫
OVA「暮蟬悲鳴時禮」第5話。

## 罰戀篇
罰戀篇（罰恋し編）是《目明篇》（方條ゆとり）與《罪滅篇》（鈴羅木かりん）第3卷購入特典。由鈴羅木かりん繪製。

### 動畫
OVA「暮蟬悲鳴時煌」第1話。  
- 第1話

## 外部連結
- アニメ公式サイト （页面存档备份，存于）
- ひぐらしのなく頃に解 祭囃し編 - 連載作品 - ガンガンJOKER -SQUARE ENIX- （页面存档备份，存于）
- 小説版特集ページ （页面存档备份，存于）